# اتفاقية سلام تشابولتيبيك

اتفاقية سلام تشابولتيبيك جلبت السلام للسلفادور في 1992 بعد أكثر من عقد في الحرب الأهلية؛ حيث تم مداولة نصوص المعاهدة بواسطة ممثلين حكومة سلفادور  للحركات المتمردة (جبهة فارابوندو مارتي للتحرير الوطني) والأحزاب السياسية مع الملاحظين من الكنيسة الكاثوليكية الرومانية وهيئة الأمم المتحدة؛ حيث أن السلام حدث عن طريق الوساطة بواسطة الفارودي سوتور الممثل الخاص لهيئة الأمم المتحدة.
كانت المعاهدة نتيجة لمعاهدة السلام المدعومة لهيئة الأمم المتحدة التي بدأت في 1990 وفي 31 ديسمبر 1991، حيث اتفقت الحكومة وجبهة فارابوندو مارتي للتحرير الوطني على معاهدة سلام مبدأية برعاية الأمين العام لهيئة الأمم المتحدة.
تم توقيع المعاهدة النهائية في 16 يناير 1992 في قلعة تشابولتيبيك؛ اشتملت الاتفاقات على سبعون بالمئة تخفيض القوات المسلحة وحل قوات الانتشار السريع والحرس الوطني والبوليس المحلي وتفكيك كل وحدات جبهة فارابوندو مارتي للتحرير الوطني المسلحة.